# Star Trek: New Voyages
Star Trek: Phase II (cunoscut anterior ca Star Trek: New Voyages) este o producție distribuită prin internet și dezvoltată de fanii Star Trek. Istoria este o continuare a serialului neterminat „Star Trek: Seria originală”, fiindcă călătoria de 5 ani a navei Enterprise s-a redus la doar 3 ani; această serie continuă ultimii doi ani de explorare ai căpitanului James T. Kirk sub comanda navei USS Enterprise (NCC-1701). Deși serialul nu este jucat de actori profesioniști, cu toate acestea echipa sa a colaborat cu Majel Roddenberry (soția creatorului universului Star Trek, Gene Roddenberry), cu Eugene 'Rod' Roddenberry Jr. (fiul creatorului universului Star Trek), D. C. Fontana, scenaristul Marc Scott Zicree, scenaristul Howard Weinstein, scenaristul David Gerrold, Walter Koenig (Chekov), George Takei (Sulu), J. G. Hertzler (Martok) și Grace Lee Whitney (Janice Rand), printre alții.

## Personaje
Majoritatea actorilor din Phase II sunt necunoscuți în lumea cinematografică.

### Personaje principale
| Personaj         | Actor                                                                         | Grad                | Funcția |
| ---------------- | ----------------------------------------------------------------------------- | ------------------- | --- |
| James T. Kirk    | James Cawley (ep. 0-8), Brian Gross (ep. 9-10)                                | Căpitan             | Căpitanul navei spațiale USS Enterprise. |
| Spock            | Jeffery Quinn (ep. 0-3), Ben Tolpin (ep. 4-5), Brandon Stacy (ep. 6-10)       | Comandor            | Ofițer științific și Secund, al doilea ofițer pe nava; este singurul membru al echipajului regular care nu este uman (este vulcanian); și este cel mai bun prieten al lui Kirk. |
| Leonard McCoy    | John M. Kelley (ep. 0-8, 10), Jeff Bond (ep 9)                                | Locotenent comandor | Ofițer medical principal și prietenul cel mai proxim al căpitanului după Spock (căpitanul îi dă lui McCoy porecla „Bones”).                                                     |
| Montgomery Scott | Jack Marshall (ep. 0), Charles Root (ep. 1-10)                                | Locotenent comandor | Inginer Șef și al treilea ofițer (adesea căpitanul îl numește „Scotty”). |
| Nyota Uhura      | Julienne Irons (ep. 0-3), Kim Stinger (ep. 4-8), Jasmine Pierce (ep. 9-10)    | Locotenent          | Ofițer Șef Comunicații și unică femeie oficială în echipajul regular. |
| Hikaru Sulu      | John Lim (ep. 2-3), J.T. Tepnapa (ep. 4-8), Shyaporn Theerakulstit (ep. 9-10) | Locotenent comandor | Cârmaci, Arme |
| Pavel Chekov     | Jasen Tucker (ep. 0), Andy Bray (ep. 1-5), Jonathan Zungre (ep. 6-10)         | Aspirant            | Navigator, Locotenent Securitate, Locotenent Tactic |
| Vincent DeSalle  | Ron Boyd                                                                      | Locotenent          | Navigator |
| Peter Kirk       | Bobby Quinn Rice (ep. 4-8)                                                    | Aspirant            | Ofițer de securitate. Nepotul lui James T. Kirk. |

### Personaje secundare
| Personaj                    | Actor                 | Episoade |
| --------------------------- | --------------------- | --- |
| Janice Rand                 | Meghan King Johnson   | 0 (Come What May), 1 (In Harm’s Way), 4-5 (Blood and Fire), 6 (Enemy: Starfleet!) și 7 (The Child)                                                 |
| Infirmieră Christine Chapel | Shannon Quinlan/Giles | 0 (Come What May), 1 (In Harm’s Way) și 2 (To Serve All My Days)                                                                                   |
| Căpitan Kargh               | John Carrigan         | 1 (In Harm’s Way), 2 (To Serve All My Days), 4-5 (Blood and Fire), 8 (Kitumba) și V2 (No Win Scenario)                                             |
| Kyle                        | Jay Storey            | 0 (Come What May), 1 (In Harm’s Way), 2 (To Serve All My Days), 4-5 (Blood and Fire), 6 (Enemy: Starfleet!), 7 (The Child) și V2 (No Win Scenario) |
| Locotenent Sentell          | Jeff Mailhotte        | 1 (In Harm’s Way), 2 (To Serve All My Days), 4-5 (Blood and Fire), 6 (Enemy: Starfleet!), 7 (The Child), 8 (Kitumba) și 9 (Mind-Sifter)            |
| Xon                         | Patrick Bell          | 4-5 (Blood and Fire), 6 (Enemy: Starfleet!), 7 (The Child), 8 (Kitumba), 9 (Mind-Sifter), 10 (The Holiest Thing) și V2 (No Win Scenario)           |
| Walking Bear                | Wayne W. Johnson      | 9 (Mind-Sifter), 10 (The Holiest Thing) și V3 (Going Boldly)                                                                                       |

### Actori invitați
| Actor              | Personaj                                              | Episod                                        | Mai multă informație |
| ------------------ | ----------------------------------------------------- | --------------------------------------------- | --- |
| Walter Koenig      | Pavel Chekov                                          | 2 (To Serve All My Days)                      | Koenig l-a interpretat pe Chekov din Star Trek: Seria originală și următoarele filme. |
| George Takei       | Hikaru Sulu                                           | 3 (World Enough and Time)                     | Takei l-a interpretat pe Sulu din Star Trek: Seria originală și următoarele filme. |
| Grace Lee Whitney  | Janice Rand                                           | 3 (World Enough and Time)                     | Whitney își reia rolul ca asistenta căpitanului, Janice Rand, la bordul navei căpitanului Sulu, USS Excelsior. |
| Denise Crosby      | Doctoriță Jenna Yar                                   | 4 și 5 (Blood and Fire)                       | A interpretat-o pe locotenenta Tasha Yar din Star Trek: Generația Următoare. De asemenea a prezentat filmele Trekkies și Trekkies 2. |
| Mary Linda Rapelye | Ambasadoare Rayna Morgan                              | 2 (To Serve All My Days)                      | Rapelye a apărut ca Irina Galliulin în episodul 75 (The Way to Eden) din Star Trek: Seria originală |
| BarBara Luna       | Veronica (1) Alersa (6)                               | 1 (In Harm’s Way) și 6 (Enemy: Starfleet)     | BarBara Luna a apărut în episodul 39 (Mirror, Mirror) din Star Trek: Seria originală ca «femeia căpitanului» Kirk din universul oglindă. |
| William Windom     | Comodor Matt Decker                                   | 1 (In Harm’s Way)                             | William Windom își reia rolul ca Comodor Decker interpretat acum 40 de ani în episodul 35 (The Doomsday Machine) din Star Trek: Seria originală. |
| Malachi Throne     | Korogh, tatăl lui Kargh și Comodor José Mendez (voce) | 1 (In Harm’s Way)                             | Throne l-a interpretat pe comodorul José Mendez în episodul 15-16 (The Menagerie) din Star Trek: Seria originală și pe senatorul Romulan Pardek în episodul „Unification” din Star Trek: Generația Următoare. |
| Eddie Paskey       | Amiral Leslie                                         | 0 (Come What May)                             | Eddie Paskey interpretează tatăl locotenentului Leslie, personaj nu reflectat pe creditele dar obișnuit din Star Trek: Seria originală. |
| John Winston       | Căpitan Matthew Jefferies                             | 0 (Come What May)                             | John Winston a interpretat pe locotenentul Kyle, șef de transport din Star Trek: Seria originală. Numele acestui personaj este un omagiu la Matt Jeffries real, care a făcut designul navei originale USS Enterprise. |
| Larry Nemecek      | Cal Strickland (0) Esterion (2)                       | 0 (Come What May) și 2 (To Serve All My Days) | Larry Nemecek este autorul și editorul comunicatorilor din Star Trek. |
| Pony R. Horton     | K’Sia                                                 | 8 (Kitumba)                                   | Pony a creat cu anterioritate efectele vizuale din Star Trek: Phase II, așa cum pentru alte filme și producții de televiziune. Cawley l-a ales pentru acest proxim episod după ce J.G. Hertzler a fost în imposibilitatea de a se alătura echipei. În ciuda faptului că a lucrat mai ales în spatele camerei, Pony a fost antrenat în scenariu și în ecran de Robert Baker, Walter Koenig și Victor Izay. |
| Rivkah Raven Wood  | Dr. Jan Hamlin (9) Natira (11)                        | 9 (Mind-Sifter) și 11 (Torment of Destiny)    | O actriță care a lucrat mai ales în seriale de televiziune. |
| Richard Hatch      | Orthros                                               | 11 (Torment of Destiny)                       | Faimos actor care l-a interpretat pe căpitanul Apolo în primul serial al sagei Battlestar Galactica și pe Tom Zarek în al doilea serial. |

## Episoade
| #  | Titlu                         | Scenarist                        | Regizor             | Lungime | Lansare                                        | Data stelară |
| -- | ----------------------------- | -------------------------------- | ------------------- | ------- | ---------------------------------------------- | ------------ |
|    |                               |                                  |                     |         |                                                |              |
| 0  | „Come What May”               | Jack Marshall                    | Jack Marshall       | 39:45   | 16 ianuarie 2004                               | 6010.1       |
| 1  | „In Harm's Way”               | Erik Korngold Max Rem            | Jack Marshall       | 57:29   | 8 octombrie 2004                               | Necunoscută  |
| 2  | „To Serve All My Days”        | D. C. Fontana                    | Jack Marshall       | 59:59   | 23 noiembrie 2006 (ediție specială) 1 mai 2008 | 6031.2       |
| 3  | „World Enough and Time”       | Marc Scott Zicree Michael Reaves | Marc Scott Zicree   | 64:26   | 23 august 2007                                 | 6283.4       |
| 4  | „Blood and Fire, Part 1”      | David Gerrold Carlos Pedraza     | David Gerrold       | 43:47   | 20 decembrie 2008                              | 6429.2       |
| 5  | „Blood and Fire, Part 2”      | David Gerrold Carlos Pedraza     | David Gerrold       | 54:54   | 20 noiembrie 2009                              | 6429.2       |
| 6  | „Enemy: Starfleet”            | Dave Galanter Patty Wright       | Ben Tolpin          | 58:05   | 22 aprilie 2011                                | 7232.5       |
| 7  | „The Child”                   | Jon Povill Jaron Summers         | Jon Povill          | 52:39   | 5 aprilie 2012                                 | 9717.7       |
| 8  | „Kitumba”                     | Patty Wright John Meredyth Lucas | Vic Mignogna        | 65:26   | 31 decembrie 2013                              | 2623.3       |
| 9  | „Mind-Sifter”                 | Rick Chambers                    | Mark Edward Lewis   | 63:12   | 1 decembrie 2014                               | Necunoscută  |
| 10 | „The Holiest Thing”           | Rick Chambers                    | Daren R. Dochterman | 63:58   | 15 ianuarie 2016                               | 7713.6       |
| 11 | „Bread and Savagery”          | Rick Chambers                    | Mark Burchett       |         | post-producție                                 |              |
| 12 | „Origins: The Protracted Man” | David Gerrold Dave Galanter      | David Gerrold       |         | Post-producție                                 |              |
| 13 | „Torment of Destiny”          | Rick Chambers                    | Mark Edward Lewis   |         | post-producție                                 |              |

## Scurtmetraje
- 1. Center Seat (2006)
- 2. No Win Scenario (2011)
- 3. Going Boldly (2012)